# Joe Hachem
Joseph "Joe" Hachem (Líbano, 11 de março de 1966) é um jogador de pôquer profissional campeão da Série Mundial de Pôquer em 2005. 

## Braceletes na Série Mundial de Pôquer
| Ano  | Preço de Inscrição (Buy-In) | Evento                              | Prêmio (US$)    |
| ---- | --------------------------- | ----------------------------------- | --------------- |
| 2005 | $10,000                     | No Limit Hold'em World Championship | US$7.500.000,00 |